# Liste der Monuments historiques in Coiffy-le-Bas
Die Liste der Monuments historiques in Coiffy-le-Bas führt die Monuments historiques in der französischen Gemeinde Coiffy-le-Bas auf.

## Liste der Immobilien
| Bezeichnung                  | Beschreibung                                   | Standort                  | Kennzeichnung | Schutzstatus | Datum | Bild |
| ---------------------------- | ---------------------------------------------- | ------------------------- | ------------- | ------------ | ----- | ---- |
| Kirche Nativité-de-la-Vierge | Chor, 12. Jahrhundert                          | 15 rue de l’Eglise (Lage) | PA00079036    | Inscrit      | 1927  |      |
| Mairie                       | Portal und Türmchen, Ende des 16. Jahrhunderts | 13 rue des Dames (Lage)   | PA00079037    | Inscrit      | 1929  |      |

## Liste der Objekte
| Bezeichnung               | Beschreibung                                                            | Standort                                   | Kennzeichnung | Schutzstatus | Datum | Bild |
| ------------------------- | ----------------------------------------------------------------------- | ------------------------------------------ | ------------- | ------------ | ----- | ---- |
| Gemälde Kreuzabnahme      | Ölfarbe auf Holz, 17. Jahrhundert                                       | in der Kirche Nativité-de-la-Vierge (Lage) | PM52000370    | Classé       | 1970  |      |
| Kruzifix                  | Holz, farbig gefasst, 17. Jahrhundert                                   | in der Kirche Nativité-de-la-Vierge (Lage) | PM52000369    | Classé       | 1966  |      |
| Linker Seitenaltar        | Retabel und Relief Taufe Christi; Holz, farbig gefasst, 17. Jahrhundert | in der Kirche Nativité-de-la-Vierge (Lage) | PM52000367    | Classé       | 1965  |      |
| Skulptur Madonna mit Kind | Stein, farbig gefasst, um 1400                                          | in der Kirche Nativité-de-la-Vierge (Lage) | PM52000368    | Classé       | 1966  |      |